# Hofkomponist
Der Hofkomponist war ein Rang, der auf europäischen Königs- und Fürstenhöfen zwischen dem 16. und 18. Jahrhundert zur festen Einrichtung wurde und vereinzelt bis Ende des 19. Jahrhunderts existierte. In Innsbruck (Heinrich Isaac) und Kassel gab es das Amt schon um 1500, während diese Tradition in England mit Nicholas Lanier (1626 „Master of the King’s Musick“) begann.
Insbesondere mit dem Übergang von der Barockmusik zur Vorklassik – und verstärkt in der Zeit der Wiener Klassik – trachteten viele kunstsinnige Fürsten, ihrem Hof durch die Anstellung eines bekannten Komponisten besonderen Glanz zu geben. Damit verbunden war auch eine Weiterentwicklung des Orchesters und seiner Instrumente.

## Musikalisch dominierende Fürstenhöfe
Herausragende Bedeutung in der Musik hatten unter anderem:
- der pfälzische Fürstenhof in Mannheim, dessen innovatives Hoforchester und seine Mannheimer Schule die Vorklassik wesentlich bereicherte,
- die Königs- bzw. Fürstenhöfe zu London, Paris, Florenz, Wien, Dresden und Berlin
- der Zarenhof in Sankt Petersburg
- sowie spezielle Musikliebhaber wie Fürst Nikolaus Esterházy (Eisenstadt und Ungarn), bei dem Joseph Haydn jahrzehntelang wirkte.

Im Regelfall fungierten die Hofkomponisten auch als hauptamtliche Leiter des Hoforchesters und hatten für gesellschaftliche Ereignisse Auftragswerke zu erstellen. Vielfach waren sie auch als Lehrer der jungen Adeligen tätig, konnten aber im Regelfall auf vereinzelte Konzertreisen gehen. Mancher Komponist kam sich freilich ausgenützt vor, wozu der Lebenslauf von Mozart (der allerdings sogar in Salzburg nur dritter, später erster Hofkapellmeister war) bekannte Beispiele liefert.
Dennoch strebten viele Künstler eine solche Stellung an: einerseits brachte sie ein sicheres Einkommen, andrerseits erhöhten Ruhm und Kontakt zu hochgestellten Persönlichkeiten. Erst etwa ab der Zeit Mozarts erhöhten sich die Chancen, als freiberuflicher Komponist zu reüssieren.
In manchen Bereichen kann die Stellung früherer Hofkapellmeister (bzw. einiger Hofkomponisten) mit jener von heutigen Kultur-Landesräten oder zumindest Kulturbeauftragten verglichen werden. Anerkannte Meister waren meist auch gesuchte Lehrer und hatten dadurch über ihre Kunst hinaus Einfluss auf die Gesellschaft. Dennoch war mancher in der höfischen Hierarchie dem Hilfspersonal zugeteilt, beispielsweise am Hofe der Salzburger Fürsterzbischöfe.
Gegen Ende des 19. Jahrhunderts kam das Amt des Hofkomponisten langsam ab, obwohl manche Königshöfe bis heute ein eigenes Hoforchester halten (siehe auch Generalmusikdirektor). Viele der Komponisten waren auch Hochschullehrer und/oder Mitglied der jeweiligen Akademie.
Während der frühere Hofkomponist allenfalls als Composer in Residence überlebte (siehe z. B. Kalevi Aho), blieb das Amt eines Hofkapellmeisters naturgemäß länger bestehen und geht teilweise in eine neue Form über, bei der ein berühmter Dirigent mehrere Orchester eines Landes (oder auch Labels) betreut.

## Bekannte Hofkomponisten
A–G
Johann Friedrich Agricola (Potsdam), Johann Georg Albrechtsberger (Hoforganist, Wien), Attilio Ariosti (Berlin), Samuel Arnold (London), J. S. Bach (Dresden), Ignaz von Beeke (Bartenstein/Schrozberg), Theodor Bradsky (Berlin), Johann Evangeslist Brandl (Bartenstein/Schrozberg), Robert Cambert (Paris), Pietro Castrucci (London?), Egidio Duni (Parma, Paris), Joseph Leopold Eybler (Wien), Johann Joseph Fux (Wien), Christoph Willibald Gluck (Wien).
H–Q
Joseph Haydn (Eisenstadt), Michael Haydn (Salzburg), Händel (London), Johann David Heinichen (Zeitz und Dresden), Johann Heugel (Kassel, bereits 1530), Heinrich Isaac (Pisa, Innsbruck, schon um 1490), Leopold Anton Kozeluch (Salzburg), Friedrich Kuhlau (Kopenhagen), Nicholas Lanier (London), Orlando di Lasso (München), Jean-Baptiste Lully (Paris/Versailles), Marin Marais (Paris), Leopold Mozart (Salzburg), Franz Christoph Neubauer (Bartenstein/Schrozberg), Martin Peudargent (Düsseldorf), Johann Joachim Quantz (Berlin), .
R–W
Jean Philippe Rameau (Paris), Hermann Friedrich Raupach (St. Petersburg), Josef Rheinberger (München, bis 1901!), Antonio Salieri (Wien), Christoph Schaffrath (Polen), Ludwig Senfl (Innsbruck, München, schon um 1520), Gaspare Spontini (Paris, Berlin), Carl Stamitz (Paris), Georg Christoph Wagenseil (Wien).

## Hofkapellmeister, die de facto auch Hofkomponisten waren
Christian Cannabich (Mannheim, München), Georg Friedrich Händel (Venedig und London), Johann Nepomuk Hummel (Stuttgart, Weimar), Franz Liszt (Weimar), Felix Mendelssohn Bartholdy (Berlin), Ignaz Moscheles (Leipzig), Max Reger (Meiningen), Johann Stamitz (Begründer der Mannheimer Schule), Carl Maria von Weber (Dresden).

## Bekannte Komponisten, denen das Hofamt verwehrt blieb
- Ludwig van Beethoven (schlug wegen Wien drei Angebote aus), Muzio Clementi (London), Matthias Georg Monn (Wien)
- W. A. Mozart (Salzburg, Wien, Prag), obwohl er z. B. in  als Hofkomponist bezeichnet wird. Noch 1789 schlug er ein gut dotiertes Berliner Angebot aus und blieb in Wien. Ein früheres Anstellungsgesuch von ihm in München wurde von Kurfürst Maximilian III. Joseph 1777 unter dem Hinweis abgelehnt, dass „keine Vacatur“ vorhanden sei.